# Товариський суд
Товари́ський суд — судовий орган товариств і організацій, призначений вирішувати внутрішньоорганізаційні справи між їх членами.
Радянська політична система ввела товариський суд як форму «участі громадян у самоуправлінні». Вперше уряд РРФСР видав декрет «Про робітничі дисциплінарні суди» (14. 11. 1919), але вони незабаром перестали діяти, коли правосуддя стало винятково компетенцією держ. суд. органів. Однак, з популяризацією т. зв. «соц. демократії» та «всенар. держави» у 1950 — 60-их pp. відновлено Т. с. як виборний гром. орган. 2. 3. 1959 сов. уряд і партія спільною постановою створили Т. с., а регулювання цих справ передали законодавству республік («Положення про Т. с.» затвердила Президія Верховної Ради УРСР 15. 8. 1961). Т. с. творяться на підприємствах, в установах, колгоспах, школах, при будинкоуправліннях, в сіль. населених пунктах тощо. Заг. збори колективу обирають 5 — 12 осіб до Т. с. на 2 pp. Суд діє в складі не менше 3 осіб при вільній участі колективу, чл, якого можуть ставити питання. До компетенції Т. с. належать спірні майнові справи до 50 карб., суперечки про порушення дисципліни праці, незначне пошкодження спільного інвентаря, порушення гром. порядку, хуліганство, дрібна крадіжка, спекуляція тощо. Справу можуть завести добровільно сторони, керівництво підприємств, установ, міліція чи нар. дружина, органи прокуратури й суду. Т. с. виносить гром. осуд (догану), зобов'язує винного до відшкодування потерпілому, може накладати кару до певної суми, пропонувати адміністративні заходи й кримінальне покарання. Про свою діяльність Т. с. звітує перед зборами колективу, які можуть замінити чл. Т. с. достроково. Чл. Т. с. не платні, а діють за принципом «гром. навантаження». Т. с. не належать до системи держ. правосуддя, тому не має апеляції. Проте суд. виконавці можуть бути притягнені до виконання рішень Т. с.